# Paroy-en-Othe
Paroy-en-Othe is een gemeente in het Franse departement Yonne (regio Bourgogne) en telt 237 inwoners (1999). De oppervlakte bedraagt 5,40 km², de bevolkingsdichtheid is 43,9 inwoners per km².

## Demografie
Onderstaande figuur toont het verloop van het inwonertal (bron: INSEE-tellingen).
1. ↑  Populations de référence 2022.